# Kopieniec (Gorce)
Kopieniec (1080 m) – szczyt w Gorcach. Znajduje się na grzbiecie odbiegającym od Turbacza na północ. Kolejne szczyty w tym grzbiecie (poczynając od Turbacza) to: Czoło Turbacza (1259 m), Kopieniec (1080 m), Wierch (1091 m), Turbaczyk (1078 m) i Basielka (1023 m). Wschodnie zbocza Kopieńca opadają do doliny potoku Rostoka, zachodnie do doliny potoku Turbacz.
Kopieniec znajduje się na obszarze Gorczańskiego Parku Narodowego Porośnięty jest wiekową puszczą. Zachował się tutaj drzewostan z bardzo starymi okazami buków. Dawniej, przed utworzeniem Gorczańskiego PN obszar ten wchodził w skład rezerwatu „Turbacz”. Po południowej stronie szczytu znajdowała się dawniej polana Limierze, na której wypalano węgiel drzewny wykorzystywany przez działające pod Gorcami huty szkła. Z polaną tą związane jest ludowe podanie. Bacę gospodarującego na tej polanie często nachodzili zbójnicy zabierając mu ser, żętycę i masło. Gdy pewnego razu wysłali do bacy po zaopatrzenie młodego chłopca, ten zabił go i ukrył ciało pod gałęziami. Zbójnicy zemścili się. Związanego bacę wrzucili do kotła z grzejącą się żętycą, zaś napotkanym juhasom wracającym ze stadem do bacówki kazali się spieszyć, bo „baran uwędzony w żętycy już gotów”.
Kopieniec znajduje się w granicach wsi Poręba Wielka w województwie małopolskim, w powiecie limanowskim, w gminie Niedźwiedź.

## Szlaki turystyczne
Niedźwiedź – Orkanówka – Łąki – Turbaczyk – Spalone – Kopieniec – Czoło Turbacza – Turbacz. Odległość 10,8 km, suma podejść 970 m, suma zejść 240 m, czas przejścia 3 godz. 25 min, z powrotem 2 godz. 20 min. Czas przejścia od Orkanówki na polanę 1godz. 50 min.